# Małgorzata Sławska
Małgorzata Bogusława Sławska – polska leśnik, doktor habilitowany nauk rolniczych, profesor w Szkole Głównej Gospodarstwa Wiejskiego w Warszawie, specjalistka od entomologii.

## Kariera naukowa
W 1988 roku na Wydziale Leśnym Szkoły Głównej Gospodarstwa Wiejskiego w Warszawie uzyskała tytuł magistra inżyniera w zakresie leśnictwa. W 1993 roku została zatrudniona na tejże uczelni, a w 1999 roku na tym samym wydziale uzyskała stopień doktora nauk rolniczych w zakresie leśnictwa na podstawie rozprawy pt. Rola śródleśnych torfowisk dla zachowania różnorodności gatunkowej zgrupowań skoczogonków (Collembola, Apterygota) boru sosnowego, której promotorem był Sławomir Mazur. W 2006 roku uzyskała na jej Wydziale Leśnym stopień doktora habilitowanego nauk rolniczych w dyscyplinie leśnictwa na podstawie pracy pt. Propozycja metody waloryzacji ekosystemów leśnych wykorzystującej epigeiczno-glebowe zgrupowania skoczogonków (Collembola, Hexapoda). W latach 2009–2013 pracowała naUniwersytecie Łódzkim.